# Elanne Kong
Elanne Kong (en chino: 江若琳, 30 de septiembre de 1987) en Xiamen, Fujian, China), es una cantante y actriz de la red TVB hongkonesa. Esta artista es conocida también con otros como Elanne Kwong, Elanne Ling o Elanne Kwong Yeuk-Lam, su carrera artística empezó a partir del 2007.

## Discografía
- Innocent (EP) (2007)
- Shining (Debut Album) (2008)
- Show You (EP) (2009)
- Elanne Kwong (EP) (2011)
- 《天空之樹》 (El Árbol del Cielo, 2012)

## Filmografía

### Serie de TV
| Año  | Título                 | Personaje           | Premios                                           | Notas                |
| ---- | ---------------------- | ------------------- | ------------------------------------------------- | -------------------- |
| 2007 | Wing Chun              |                     |                                                   |                      |
| 2009 | E.U.                   | Kong Yau-yau        | Nominated – TVB Award for Best Supporting Actress |                      |
| 2009 | Those Days in an Epoch | Zhou Pei-wen        |                                                   | aka Invisible Target |
| 2011 | Relic of an Emissary   | Princess Wing Yeung |                                                   |                      |
| 2011 | Star City              |                     |                                                   |                      |
| 2012 | Mulan                  |                     |                                                   |                      |

### Películas
| Año  | Título                   | Personaje     | Notas                                             |
| ---- | ------------------------ | ------------- | ------------------------------------------------- |
| 2005 | A Side, B Side, Sea Side | Chan Tim      |                                                   |
| 2007 | House of Mahjong         | Ling          |                                                   |
| 2007 | Invisible Target         | Leung Hoi-lam |                                                   |
| 2008 | See You In YouTube       | Ling          |                                                   |
| 2008 | Scare 2 Die              | Luk Wing      |                                                   |
| 2008 | Happy Funeral            | Ah Ji         |                                                   |
| 2009 | Basic Love               | Ling          |                                                   |
| 2009 | Rebellion                | Ling          |                                                   |
| 2009 | Seven 2 One              | Ling          |                                                   |
| 2010 | The Child's Eye          | Ling          |                                                   |
| 2010 | City Under Siege         |               |                                                   |
| 2011 | Summer Love              |               |                                                   |
| 2011 | 72 Heroes                |               |                                                   |
| 2011 | The Wedding Diary        |               |                                                   |
| 2012 | Love Lifting             |               | Nominated - Hong Kong Film Award for Best Actress |
| 2012 | The Fairy Tale Killer    |               |                                                   |
| 2013 | The Wedding Diary 2      |               |                                                   |
| 2013 | The White Storm          | Angela        |                                                   |